# Spinoloricus cinzia
Spinoloricus cinziae – nowo odkryty gatunek wielokomórkowego organizmu morskiego, który nigdy nie żył w środowisku tlenowym i nigdy nie metabolizował tlenu. Jest to pierwszy odkryty gatunek zwierzęcia, które nie wymaga tlenu do życia, a podstawową rolę w metabolizmie odgrywa siarkowodór. Gatunek ten, należący do kolczugowców, został znaleziony wraz z dwoma innymi nienazwanymi jeszcze gatunkami na głębokości ponad 3 tys. metrów na dnie Morza Śródziemnego, w rejonie tzw. Basenu Atalanty u południowych wybrzeży Grecji, 200 km od Krety.